# 井本政信
井本 政信（いもと まさのぶ、1891年 - 1957年）は、日本の造園家。政治家。明治神宮造営局に奉職、ついで造園の内務技師として横浜市の震災復興三公園、兵庫県立明石公園の建設に関わったほか、郷里で町長となって地方自治にも参画する。

## 人物
富山県上新川郡水落村の阿波加家に生まれ富山中学・旧制第四高等学校（金沢市）卒業後、富山県婦負郡四方町の井本三信家を継ぎ同家のあやと結婚。1919年東京帝国大学農科大学で造園・土木を専攻・卒業。師である原熙の推挙により、明治神宮造営局に奉職し内外苑、殊に御苑（通称、神宮御苑）の造園を担当した。大名下屋敷の庭園から代々木御苑となり、昭憲皇太后がしばしば行啓し、明治天皇が御茶屋「隔雲亭」・あずまや・お釣台を設け、菖蒲田を昭憲皇太后のため植えさせられたという名園で、最奥に清正井と呼ぶ泉が湧いており、武蔵野の昔を偲ばせ訪う人が多い。
1921年（大正11年）、都市計画兵庫地方委員会技師（兼兵庫県技師）となって兵庫県下の都市計画公園の初期事業にあたり、兵庫県立明石公園の設計をおこなう。当時としては珍らしかった陸上競技場施設をそなえた設計を着工。1924年、関東大震災が起き、帝都復興事業による公園計画に参画、復興局 (内務省)技師として建築部公園課に勤務し、折下吉延課長のもとで、国施行となった横浜市の復興三公園(山下公園・野毛山公園・神奈川公園)建設の実質的責任者として業績を遺した。
1928年には、横浜市に招かれ初代の土木部公園課長となった。この時代には特殊児童遊園を考案してを児童専用遠足場と名づけ、市内の小学校生徒一人より10銭ずつの募金を募り、不足分を市費で賄って資金とし、1928年秋に着工翌年秋に完成した。「児童遊園」初期の成功をおさめたもので、この当時公共造園界有数の知名人と共に造園学会を創立しその理事を務めた。
1933年公園事業の縮小にあたり同市を退き、同年より愛知県・兵庫県・大阪府の各都市計画委員会技師（兼各府県技師）を歴任して、公園計画及び事業実施に尽力した。特に兵庫県明石公園の完成には力を込めたが、昭和15年頃には日本軍政下の上海市へ都市計画に派遣されていた時期がある。戦時下は陸軍伊丹飛行場（戦後の大阪空港）や大阪府の八尾緑地の設営を指揮し、空襲下には延焼防止のため府下の家屋密集地帯の整理にあたった。敗戦とともに心機一転のため自ら大阪府を退官し、1946年明石市建設局長となり、やがて同市助役を務めた。1951年、郷里富山県四方町（合併後は和合町）長に就任、1954年まで在職した。

## 栄典
- 1930年（昭和5年）12月5日 - 帝都復興記念章[1]